# Louis Schram
Pour les articles homonymes, voir Schram.
Louis Marie Joseph Schram, ou en flamand, Lodewijk Jozef Maria Schram (chinois simplifié : 康国泰神父 ; chinois traditionnel : 康國泰神父 ; pinyin : kāngguótài shénfù ; litt. « Père Kangguotai »), né le 20 février 1883 à Bruges et décédé en 1971 est un missionnaire scheutiste, orientaliste et mongoliste, ayant officié dans le xian autonome tu de Huzhu, ville-préfecture de Haidong, dans la province de Qinghai, en Chine de la dynastie Qing, au début du XXe siècle.
Il y a notamment étudié la population mongole Monguor (ou Tu), des provinces du Gansu et Qinghai. Il publie dans les années 1950 un ouvrage sur cette population, où il établit notamment un arbre généalogique, reliant les Monguor à Genghis Khan, fondateur de l'Empire mongol au XIIIe siècle.

## Biographie

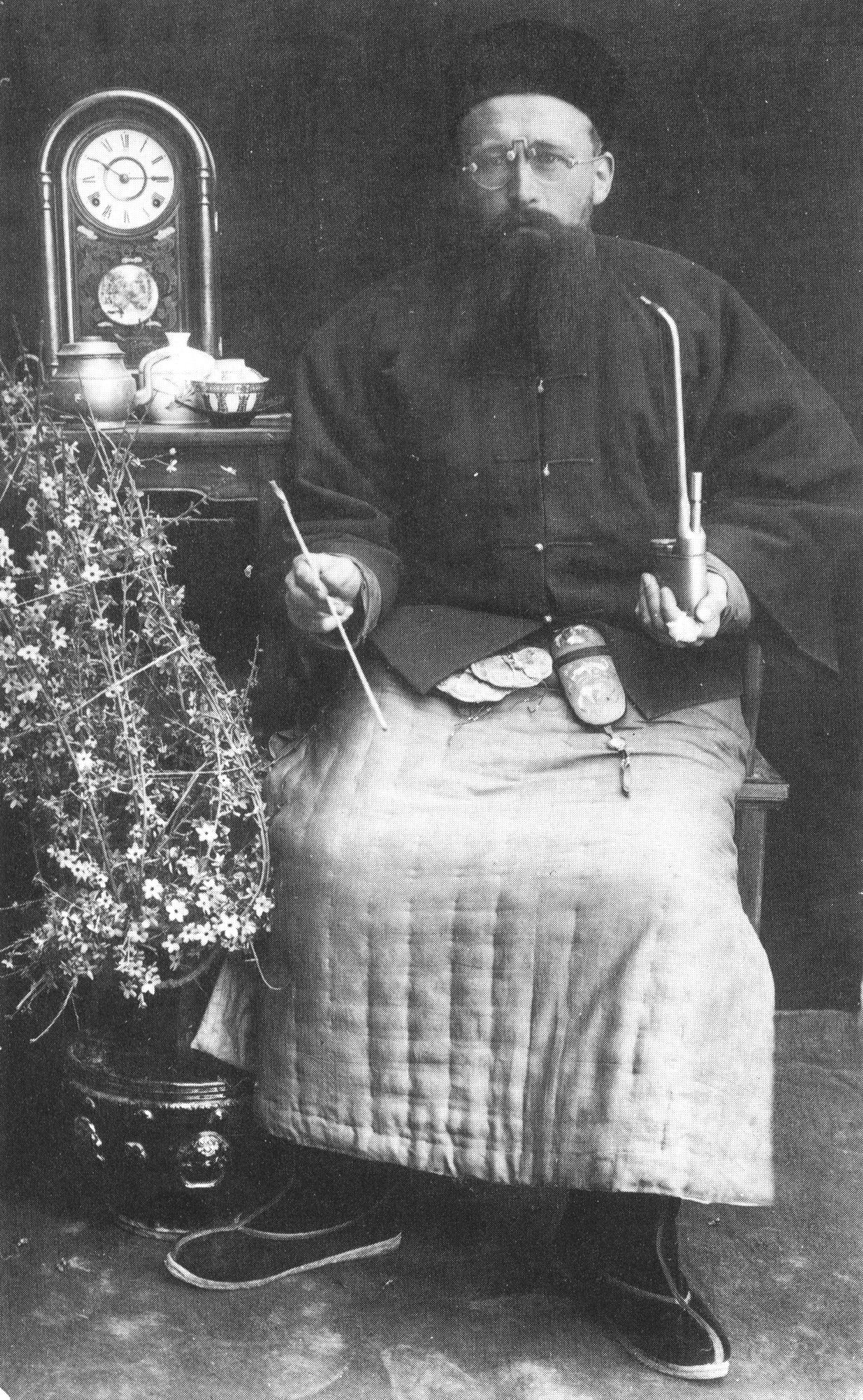
Louis Schram chez les Monguor en 1909

Il naît à Bruges, le 20 février 1883 d'une famille de marchands. En 1896, il commence ses études moyennes et secondaires, il les finit diplômé de grec et latin, à l'institut Sainte-Lucie de Bruges.
Il rejoint la Congrégation du Cœur Immaculé de Marie (ou CICM) à l'âge de 18 ans. Il suit ensuite des études d’anthropologie et d'histoire des religions à l'université de Leyde, aux Pays-Bas (il est le premier de sa congrégation à suivre à l'étranger des études dans un établissement non catholique), avant d'être envoyé en Chine.
Il arrive à Xining (aujourd'hui capitale de la province du Qinghai), avec son confrère Jozef Essens (1877 — 1926) en 1909, ils sont alors les premiers missionnaires catholiques à s'établir dans cette région aux diversité culturelles importantes, ce qui est une opportunité pour son attrait pour l'anthropologie. Il s'est alors principalement intéressé à la population Monguor, d'origine nomade mongole, qui s'est installée dans la région au XIVe siècle.
Schram s’intéresse aussi Tibétains. Il est chargé à partir de 1911 de leur évangélisation après avoir étudié le tibétain pendant six mois au monastère de Kumbum, puis étudié les traditions et pratiques bouddhistes, partageant la vie des moines bouddhistes. Cependant, son projet d'évangélisation des Tibétains ne s'est jamais concrétisé.
En 1922, il est situé dans le diocèse du Nord Gansu (chinois : 甘北教区) qui sera ensuite renommé diocèse de l'ère du Saint-Siège[Quoi ?] de Lanzhou (chinois : 兰州宗座代牧区. La même année, il voyage à Youning, Donggou, Lijiatan, Jijialing et Shatangchuan.
En 1932, il publie à Shanghai un ouvrage sur les traditions du mariage des Monguor du Gansu.
Dans les années 1940, il étudie à l'académie Verbist de sa congrégation.
Il est ensuite expulsé de Chine, lorsqu'elle est conquise par le Parti communiste chinois en 1949 et part alors dans l'établissement de la CICM d'Arlington, dans l'État de Virginie, aux États-Unis,. Il y publie alors son encyclopédie en trois volumes sur les Monguor, dont la première partie est publiée en 1954, la seconde en 1957, et la troisième et dernière en 1960. Cet ouvrage est reconnu dans les milieux universitaires.

## Œuvres
- (en) Louis M. J. Schram, The Monguors of the Kansu-Tibetan Border, Xining City (西宁市), Plateau Publications (高原出版社),‎ 2006 (lire en ligne) (réédition de 2006 d'une publication de 1954).
Traduction en chinois : (zh) Louis Schram (trad. 李美玲), 甘青边界蒙古尓人的起源、历史及社会组织, 青海人民出版社,‎ juin 2007

### Notices et références
1. 1 2 3 4 5 6 7  (mn) « Эрдэмтний танилцуулга », sur www.mongolstudies.com,‎ 17 avril 2017
2. 1 2 3 4 5 6 7  (en) « Lous Schram - Flemish "Lodewijk Schram" », sur Kuleuven.be
3. ↑  (zh) 张多默, « 为什么青海天主教有近七百年历史？ », sur China catholic.org,‎ 12 mars 2012